# Laslău Mare, Mureș
Laslău Mare, mai demult Laslăul Român, (în germană Wallachisch-Lasseln, Laslen, în maghiară Oláhszentlászló, Szentlászló) este un sat în comuna Suplac din județul Mureș, Transilvania, România.

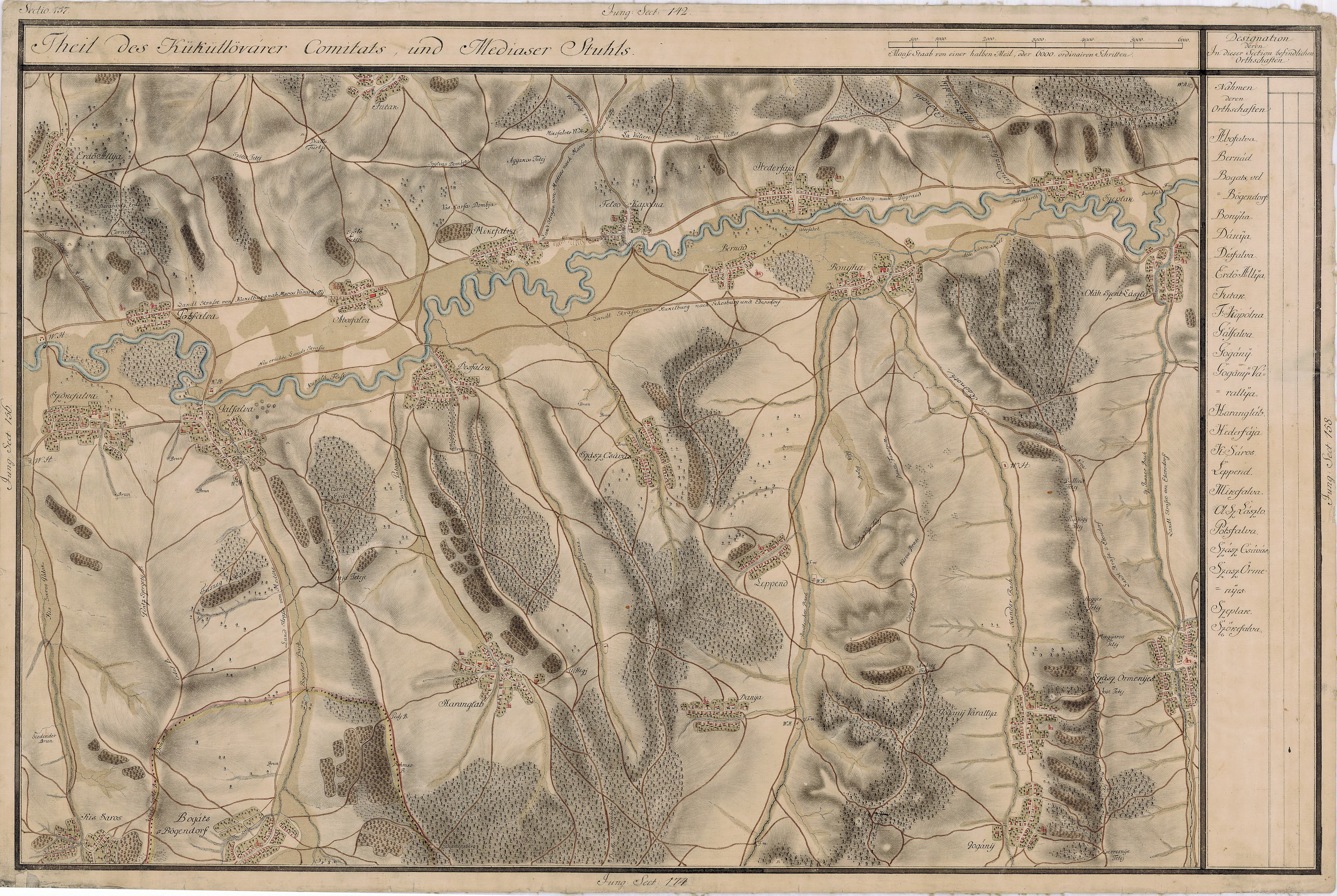
Laslău Mare în Harta Iosefină a Transilvaniei, 1769-73

## Așezare geografică
Localitatea a fost racordată la rețeaua feroviară în anul 1896, odată cu darea în folosință a Căii ferate Blaj–Praid.
Suprafață: 1137 ha, din care suprafață agricolă: 936 ha

## Istoric
Localitatea a fost întemeiată de sași. Ultimii sași s-au mutat în jurul anului 1700 în Laslău Mic. Laslău Mare a rămas locuit de români.

## Demografie
Populație: 435, din care:
- Români: 413
- Romi: 16

După religie:
- Ortodocși: 418
- Alte: 17.

## Imagini

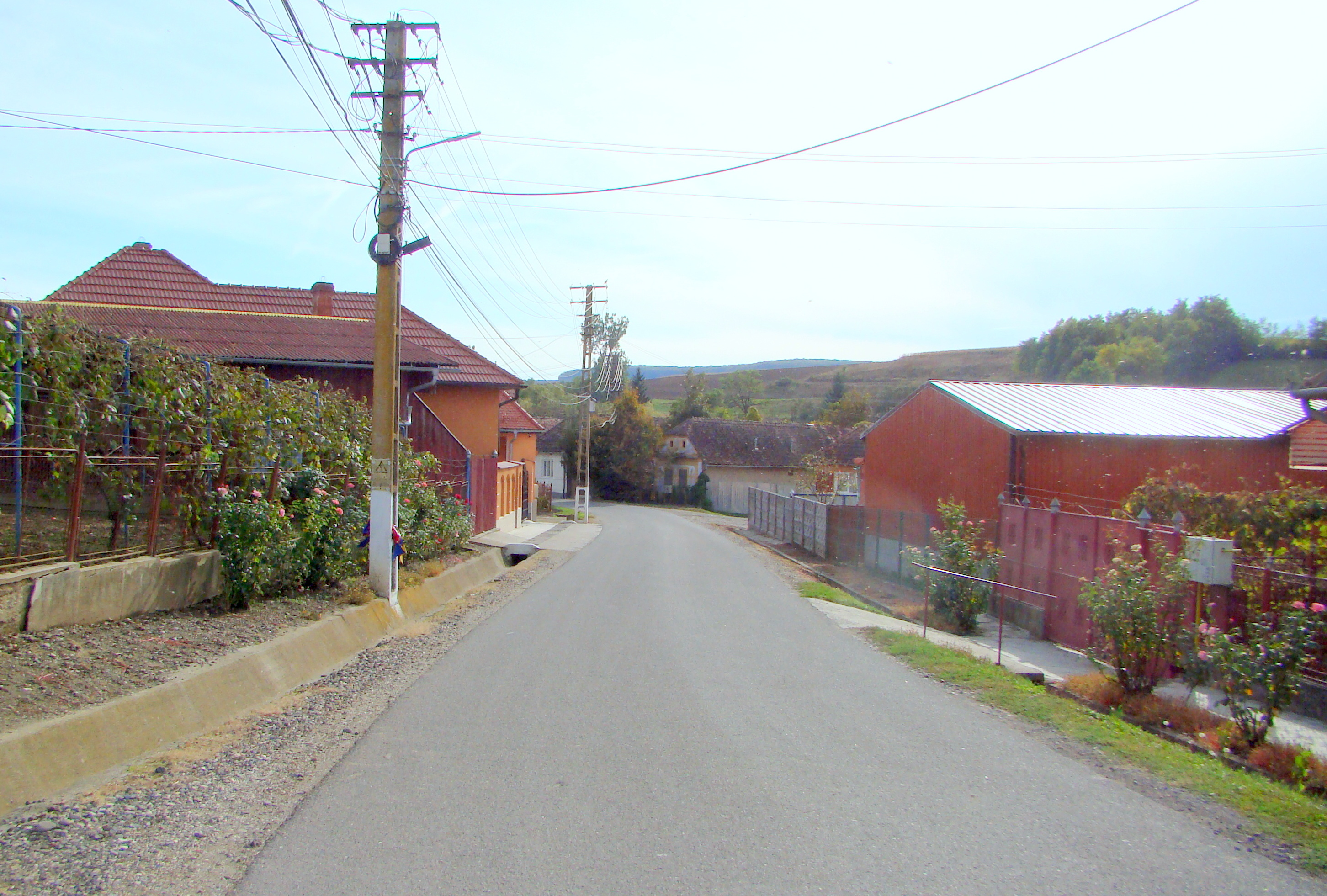
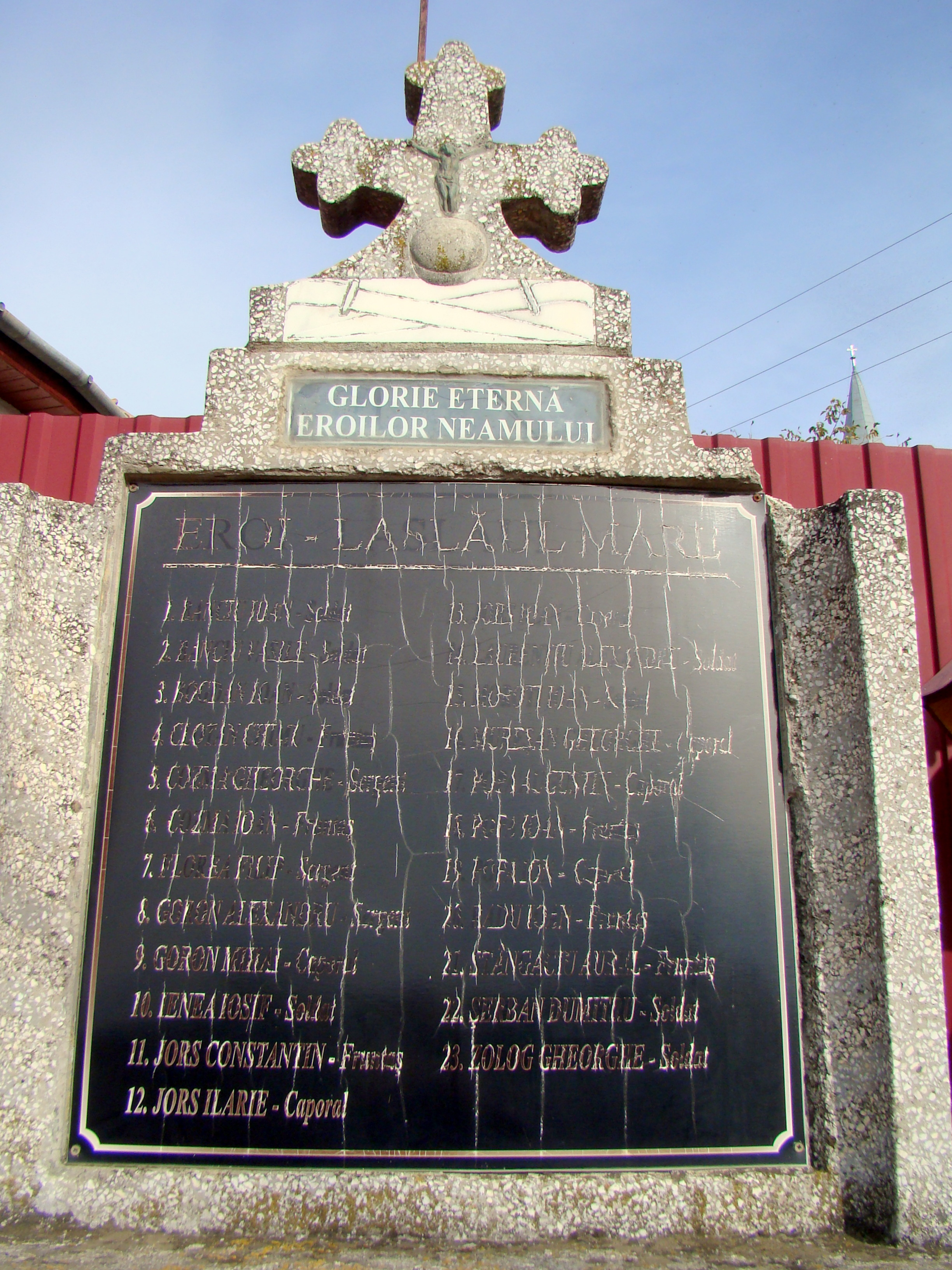
Monumentul eroilor
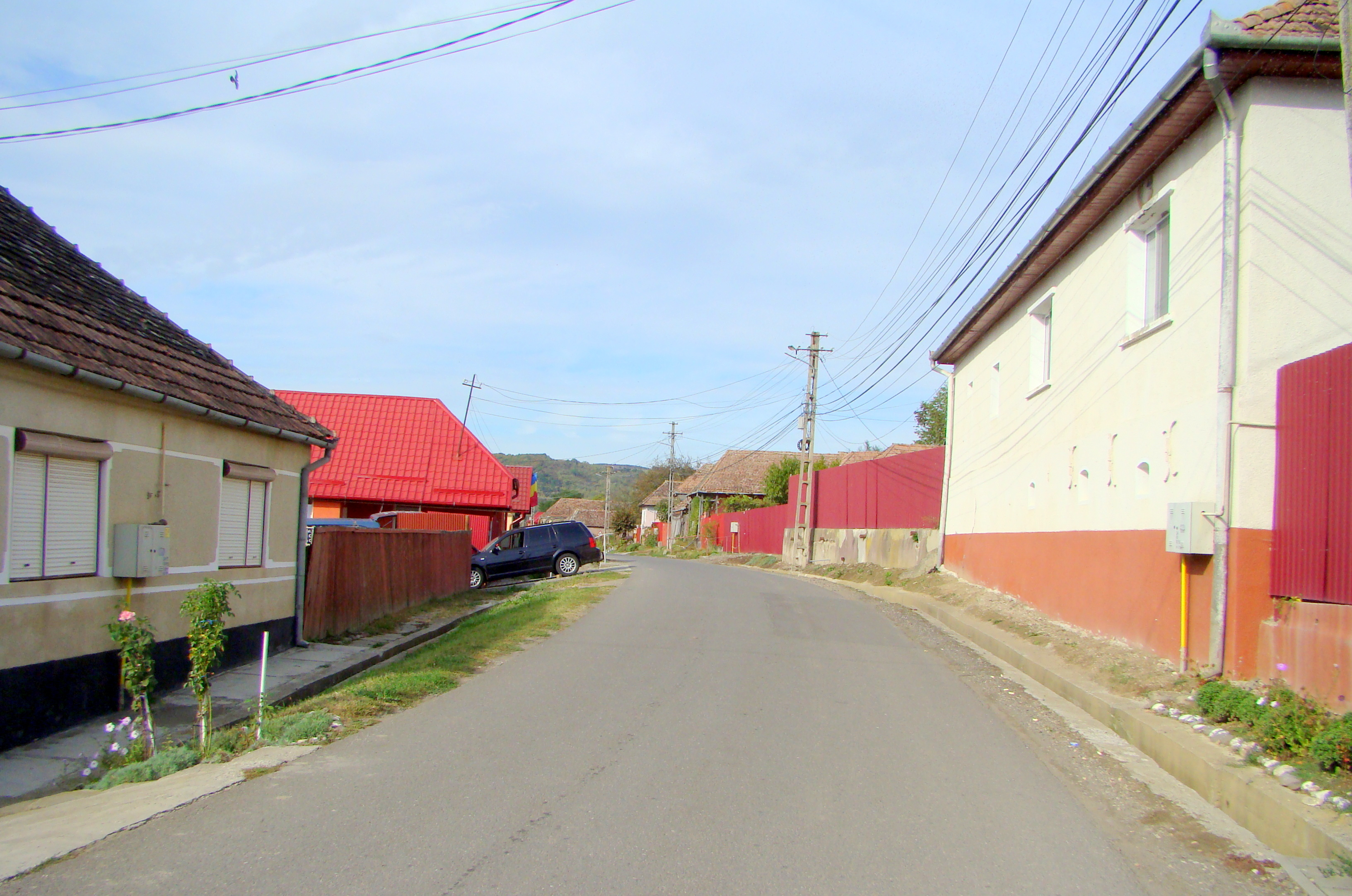
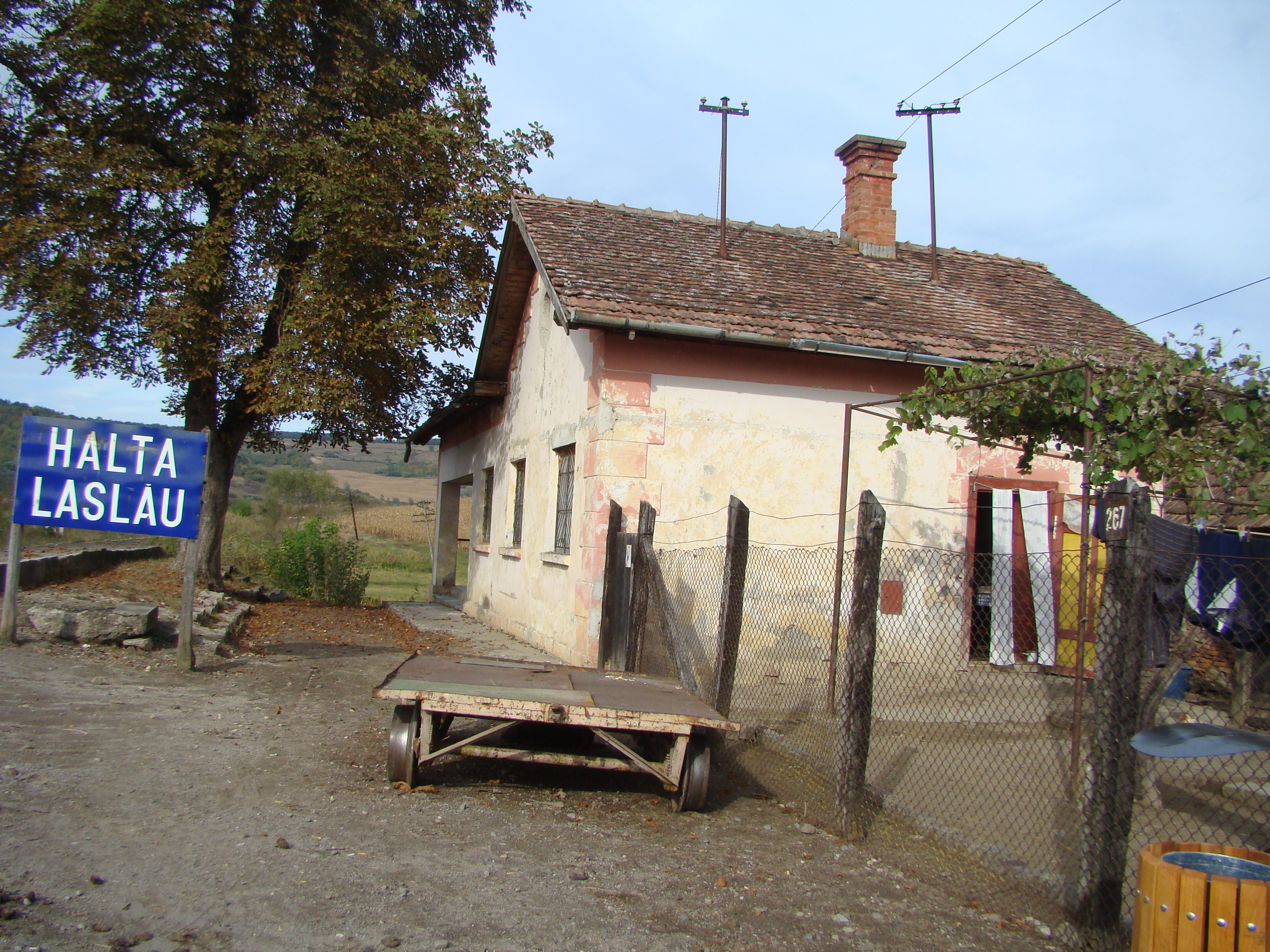
Halta Laslău